# انریکه دوم
انریکه دوم کاستیا (به اسپانیایی: Henry II of Castile); ۱۳ ژانویهٔ ۱۳۳۴ – ۲۵ سپتامبر ۱۳۷۹ (۴۵ سال) پادشاه کاستیا و لئون بود. پس از او پسرش خوآن یکم به سلطنت رسید.
او در جنگ صد ساله شرکت داشت.